# Pro Vercelli 1892
Football Club Pro Vercelli 1892 – włoski klub piłkarski z siedzibą w Vercelli (Piemont), grający obecnie w Serie C (grupa A). Powstał w 1903 roku, jako sekcja piłki nożnej klubu Società Ginnastica Pro Vercelli 1892, który z kolei powstał 11 lipca 1892.

## Historia
Swój pierwszy oficjalny mecz rozegrał 3 sierpnia 1903 przeciwko Forza e Costanza Novara. W 1907 przystąpił do rozgrywek pierwszej ligi, a już w 1908 wywalczył pierwsze w historii mistrzostwo Włoch. Sukces ten drużyna z Vercelli powtórzyła także w 1909. W sezonie 1909/1910 zespół nie przystąpił do gry, a powrócił do niej w sezonie 1910/1911 i zdobył wtedy trzecie mistrzostwo kraju. Następnie aż do lata 1913 nie przegrał żadnego spotkania i konsekwentnie zdobywał kolejne krajowe tytuły. W 1921 po raz szósty wywalczył prymat we Włoszech, a w 1922 po raz siódmy i ostatni. W sezonie 1934/1935 Pro Vercelli spadło do Serie B, a w 1941 do Serie C. Obecnie zespół występuje w rozgrywkach Serie C (grupa A).

## Sukcesy
- Serie A
  - Mistrzostwo: 1908, 1909, 1911, 1912, 1913, 1921, 1922
  - Wicemistrzostwo: 1910

## Reprezentanci kraju grający w klubie
- Guido Ara
- Andrea Caracciolo
- Massimo Carrera
- Eusebio Castigliano
- Giuseppe Cavanna
- Ugo Ferrante
- Pietro Ferraris
- Silvio Piola
- Giovan Pirovano
- Virginio Rosetta